# 董說
董說（1620年—1686年），字若雨，號西庵、又号月函、漏霜老人，董斯張之子，浙江烏程（今吳興）人。明末清初文学家。明亡後改姓林，又名林鬍子。
早年受業於張溥門下，後加入“復社”，又曾受《易》於黃道周，通经文，工草书，能诗。明亡後在蘇州鄧尉山上靈岩寺出家，號南潛，字宝云，與南嶽和尚意氣契合，後主持靈岩寺，成立“夢社”，專寫夢中境遇，崇禎十三年（1640年）前後，著有小說《西遊補》。一生著述繁富，有一百多種，然今多不傳。可以编年的有62种，唯《七國考》14卷傳世。